# Ilyrgis olivacea
Ilyrgis olivacea là một loài bướm đêm trong họ Noctuidae.